# Шрі-Ланка на літніх Олімпійських іграх 2016
Шрі-Ланка на літніх Олімпійських іграх 2016 була представлена 9 спортсменами в 6 видах спорту. Жодної медалі олімпійці Шрі-Ланки не завоювали.

## Спортсмени
| Дисципліна     | Чоловіки | Жінки | Разом |
| -------------- | -------- | ----- | ----- |
| Легка атлетика | 2        | 1     | 3     |
| Бадмінтон      | 1        | 0     | 1     |
| Дзюдо          | 1        | 0     | 1     |
| Стрільба       | 1        | 0     | 1     |
| Плавання       | 1        | 1     | 2     |
| Важка атлетика | 1        | 0     | 1     |
| Разом          | 7        | 2     | 9     |

## Легка атлетика
Легкоатлети Шрі-Ланки кваліфікувалися у наведених нижче дисциплінах (не більш як 3 спортсмени в кожній дисципліні):

Легенда
- Примітка – для трекових дисциплін місце вказане лише для забігу, в якому взяв участь спортсмен
- Q = пройшов у наступне коло напряму
- q = пройшов у наступне коло за добором (для трекових дисциплін - найшвидші часи серед тих, хто не пройшов напряму; для технічних дисциплін - увійшов до визначеної кількості фіналістів за місцем якщо напряму пройшло менше спортсменів, ніж визначена кількість)
- NR = Національний рекорд
- N/A = Коло відсутнє у цій дисципліні
- NM = Жодної позначки

Трекові і шосейні дисципліни
| Спортсмен                  | Дисципліна         | Фінал     | Фінал |
| Спортсмен                  | Дисципліна         | Результат | Місце |
| -------------------------- | ------------------ | --------- | ----- |
| Анурадха Курей             | марафон (чоловіки) | 2:17:06   | 34    |
| Нілука Геєтані Раджасекара | марафон (жінки)    | 3:11:05   | 129   |

Технічні дисципліни
| Спортсмен         | Дисципліна               | Кваліфікація       | Кваліфікація | Фінал              | Фінал           |
| Спортсмен         | Дисципліна               | Результат у метрах | Місце        | Результат у метрах | Місце           |
| ----------------- | ------------------------ | ------------------ | ------------ | ------------------ | --------------- |
| Сумеда Ранасінгхе | метання списа (чоловіки) | 71.93              | 18           | Завершив виступ    | Завершив виступ |

## Бадмінтон
Шрі-Ланка отримала запрошення від Тристоронньої комісії на участь у Олімпіаді одного бадмінтоніста. Ним став учасник Олімпіади 2012 Нілука Карунаратне в одиночному розряді.
| Спортсмен          | Дисципліна                  | Груповий етап                  | Груповий етап           | Груповий етап                        | Груповий етап | Раунд 1/8          | Чвертьфінал        | Півфінал           | Фінал / БМ         | Фінал / БМ      |
| Спортсмен          | Дисципліна                  | Суперник Результат             | Суперник Результат      | Суперник Результат                   | Місце         | Суперник Результат | Суперник Результат | Суперник Результат | Суперник Результат | Місце           |
| ------------------ | --------------------------- | ------------------------------ | ----------------------- | ------------------------------------ | ------------- | ------------------ | ------------------ | ------------------ | ------------------ | --------------- |
| Нілука Карунаратне | одиночний розряд (чоловіки) | Чень Лун (CHN) L (7–21, 10–21) | Кевін Гордон (GUA) W WO | Адріан Дзелко (POL) W (21–19, 24–22) | 2             | Завершив виступ    | Завершив виступ    | Завершив виступ    | Завершив виступ    | Завершив виступ |

## Дзюдо
Шрі-Ланка отримала запрошення від Тристоронньої комісії на участь у Олімпіаді одного дзюдоїста в категорії до 73 кг, і таким чином дебютувала на Олімпійських іграх у цьому виді спорту.
| Спортсмен          | Категорія           | Раунд 1/64         | Раунд 1/32                          | Раунд 1/16                         | Чвертьфінали       | Півфінали          | Втішний поєдинок   | Фінал / БМ         | Фінал / БМ      |
| Спортсмен          | Категорія           | Суперник Результат | Суперник Результат                  | Суперник Результат                 | Суперник Результат | Суперник Результат | Суперник Результат | Суперник Результат | Місце           |
| ------------------ | ------------------- | ------------------ | ----------------------------------- | ---------------------------------- | ------------------ | ------------------ | ------------------ | ------------------ | --------------- |
| Чамара Репіялладже | до 73 кг (чоловіки) | Bye                | Бенджамін Вотергаус (ASA) W 100–000 | Лаша Шавдатуашвілі (GEO) L 000–100 | Завершив виступ    | Завершив виступ    | Завершив виступ    | Завершив виступ    | Завершив виступ |

## Стрільба
Шрі-Ланка отримала запрошення від Тристоронньої комісії на участь у Олімпіаді одного стрільця з гвинтівки, оскільки той зміг виконати мінімальний кваліфікаційний норматив (MQS) до 31 травня 2016 року.
| Спортсмен         | Дисципліна                                  | Кваліфікація | Кваліфікація | Фінал           | Фінал           |
| Спортсмен         | Дисципліна                                  | Очки         | Місце        | Очки            | Місце           |
| ----------------- | ------------------------------------------- | ------------ | ------------ | --------------- | --------------- |
| Мангала Самаракун | пневматична гвинтівка, 10 метрів (чоловіки) | 589.6        | 50           | Завершив виступ | Завершив виступ |
| Мангала Самаракун | гвинтівка лежачи, 50 метрів (чоловіки)      | 601.8        | 47           | Завершив виступ | Завершив виступ |

Пояснення до кваліфікації: Q = Пройшов у наступне коло; q = Кваліфікувався щоб змагатись у поєдинку за бронзову медаль

## Плавання
Шрі-Ланка отримала універсальне місце від FINA на участь в Олімпійських іграх однієї плавчині. Серед чоловіків країну представив Метью Абейсінгх, який став першим плавцем, що пробився на Олімпіаду своїми силами, виконавши олімпійський стандарт B.
| Спортсмен       | Дисципліна                           | Попередній заплив | Попередній заплив | Півфінал         | Півфінал         | Фінал            | Фінал            |
| Спортсмен       | Дисципліна                           | Час               | Місце             | Час              | Місце            | Час              | Місце            |
| --------------- | ------------------------------------ | ----------------- | ----------------- | ---------------- | ---------------- | ---------------- | ---------------- |
| Метью Абейсінгх | 100 метрів вільним стилем (чоловіки) | 50.96             | 50                | Завершив виступ  | Завершив виступ  | Завершив виступ  | Завершив виступ  |
| Кіміко Рахім    | 100 метрів на спині (жінки)          | 1:04.21           | 28                | Завершила виступ | Завершила виступ | Завершила виступ | Завершила виступ |

## Важка атлетика
Шрі-Ланка отримала невикористану квоту від IWF на участь одного важкоатлета, і таким чином повернулась на Олімпіаду в цьому виді спорту після восьмирічної перерви.
| Спортсмен    | Категорія           | Ривок     | Ривок | Поштовх   | Поштовх | Загальна сума | Місце |
| Спортсмен    | Категорія           | Результат | Місце | Результат | Місце   | Загальна сума | Місце |
| ------------ | ------------------- | --------- | ----- | --------- | ------- | ------------- | ----- |
| Судеш Пейріс | до 62 кг (чоловіки) | 120       | DNF   | —         | —       | —             | DNF   |